# Provinciale weg 629
De provinciale weg 629 (N629) is een provinciale weg in de provincie Noord-Brabant. De weg vormt een verbinding tussen de kernen Oosterhout en Dongen. Ten oosten van Oosterhout heeft de weg een aansluiting op de A27 richting Utrecht en Breda.
De weg is uitgevoerd als tweestrooks-gebiedsontsluitingsweg met een maximumsnelheid van 80 km/h. In de gemeente Oosterhout draagt de weg de straatnamen Bovensteweg, Ekelstraat en Heistraat. In de gemeente Dongen heet de weg Middellaan. De provincie Noord-Brabant is verantwoordelijk voor het beheer van het weggedeelte tussen de bebouwde kom van Dongen en de aansluiting op de A27. Het gedeelte binnen de bebouwde kom van Oosterhout wordt door de gelijknamige gemeente beheerd.
De weg wordt pas sinds enige jaren beheerd door de provincie Noord-Brabant vanwege het opkomende (vracht)verkeer vanaf Tilburg via de N632 en N629 richting de A27 bij Oosterhout. Voor 2010 staat de start van de aanleg van een nieuwe N629 gepland, waardoor de weg een grotere capaciteit zal krijgen. Deze aanpassing is echter pas rond 2020 gerealiseerd, waarbij fase 1, het gedeelte aan de kant van de A27, in het najaar is opgeleverd.
N62 · N69 · N251 · N252 · N253 · N254 · N255 · N256/A256 · N257 · N258 · N260 · N261 · N262 · N263 · N264 · N266 · N267 · N268 · N269 · N270/A270 · N271 · N272 · N273 · N274 · N275 · N276 · N277 · N278 · N279 · N280 · N281 · N282 · N283 · N284 · N285 · N286 · N287 · N288 · N289 · N290 · N291 · N292 · N293 · N294 · N295 · N296 · N296n · N297 · N298 · N300 · N321 · N322 · N324 · N329 · N389 · N394 · N395 · N396 · N397

N556 · N562 · N564 · N570 · N572 · N590 · N595 · N598 · N601 · N602 · N605 · N607 · N612 · N613 · N615 · N616 · N617 · N618 · N620 · N622 · N625 · N629 · N631 · N632 · N637 · N638 · N639 · N640 · N641 · N651 · N652 · N653 · N654 · N655 · N656 · N658 · N659 · N660 · N661 · N662 · N663 · N664 · N665 · N666 · N667 · N668 · N669 · N670 · N671 · N673 · N674 · N675 · N676 · N682 · N683 · N686 · N689 · N690 · N831 · N843

Voormalige provinciale wegen: N299 · N551 · N552 · N553 · N554 · N555 · N560 · N561 · N563 · N565 · N566 · N567 · N568 · N571 · N574 · N580 · N581 · N582 · N583 · N584 · N585 · N586 · N587 · N588 · N589 · N591 · N592 · N593 · N594 · N596 · N597 · N603 · N604 · N606 · N608 · N610 · N611 · N614 · N619 · N621 · N623 · N624 · N626 · N628 · N630 · N634 · N642 · N657